# Henrik Frosterus
Henrik Frosterus, född 4 augusti 1727 i Vadstena, död 9 maj 1773 i Uppsala, var en svensk jurist och juridisk författare.
Frosterus var son till kyrkoherden Andreas Frosterus. Under sin studietid i Uppsala hade han plats som privatlärare åt en ung friherre Leijonhuvud, som hade för avsikt att bli militär och därmed borde studera militärlagstiftningen. I brist på lämplig lärobok företog sig Frosterus att själv studera och utarbeta en avhandling i ämnet. Enskilda studier förde honom senare till djupare kunskaper inom området. Detta gav upphov till Inledning till Svenska Kriglagfarenheten (1765-70), ett länge betydelsefullt arbete. Boken underlades ständernas granskning och fick mycket beröm. Frosterus, som 1763 blev juris doktor i Uppsala, befordrades 1771 till logices et metaphysices professor där. Genom byte med Per Niklas Christiernin blev han senare samma år jurisprudence oeconomicus et commerce professor, men dog inte långt därefter.